# Donut County
Donut County è un videogioco indipendente del 2018 sviluppato da Ben Esposito e pubblicato da Annapurna Interactive.

## Sviluppo
Il gioco è stato ideato durante una game jam a partire da un tweet di un account parodia di Peter Molyneux. Originariamente titolato The Pits e successivamente Kachina, Donut County ha delle meccaniche che ricordano Katamari Damacy.